# Zarečica
Zarečica je naselje v Občini Ilirska Bistrica.